# Черемнівська сільська рада
Чере́мнівська сільська рада (рос. Черёмновский сельский совет) — сільське поселення у складі Павловського району Алтайського краю Росії.
Адміністративний центр — село Черемне.

## Населення
Населення — 4703 особи (2019; 4592 в 2010, 4639 у 2002).

## Склад
До складу сільської ради входять:
| Населений пункт      | Населення, осіб (2002) | Населення, осіб (2010) |
| -------------------- | ---------------------- | ---------------------- |
| Коливанський, селище | 0                      | -                      |
| Солоновка, село      | 146                    | 138                    |
| Черемне, село        | 4493                   | 4454                   |